# Арройомолінос (Мадрид)
Арройомолінос (ісп. Arroyomolinos) — муніципалітет в Іспанії, у складі автономної спільноти Мадрид. Населення — 16 207 осіб (2010).
Муніципалітет розташований на відстані близько 24 км на південний захід від Мадрида.
На території муніципалітету розташовані такі населені пункти: (дані про населення за 2010 рік)
- Арройомолінос: 7663 особи
- Кастаньєрас: 8408 осіб
- Монте-де-Сан-Мартін: 128 осіб
- Вальдефуентес: 8 осіб

## Демографія
Динаміка населення (INE ):

## Галерея зображень

Розташування муніципалітету у автономній спільноті Мадрид
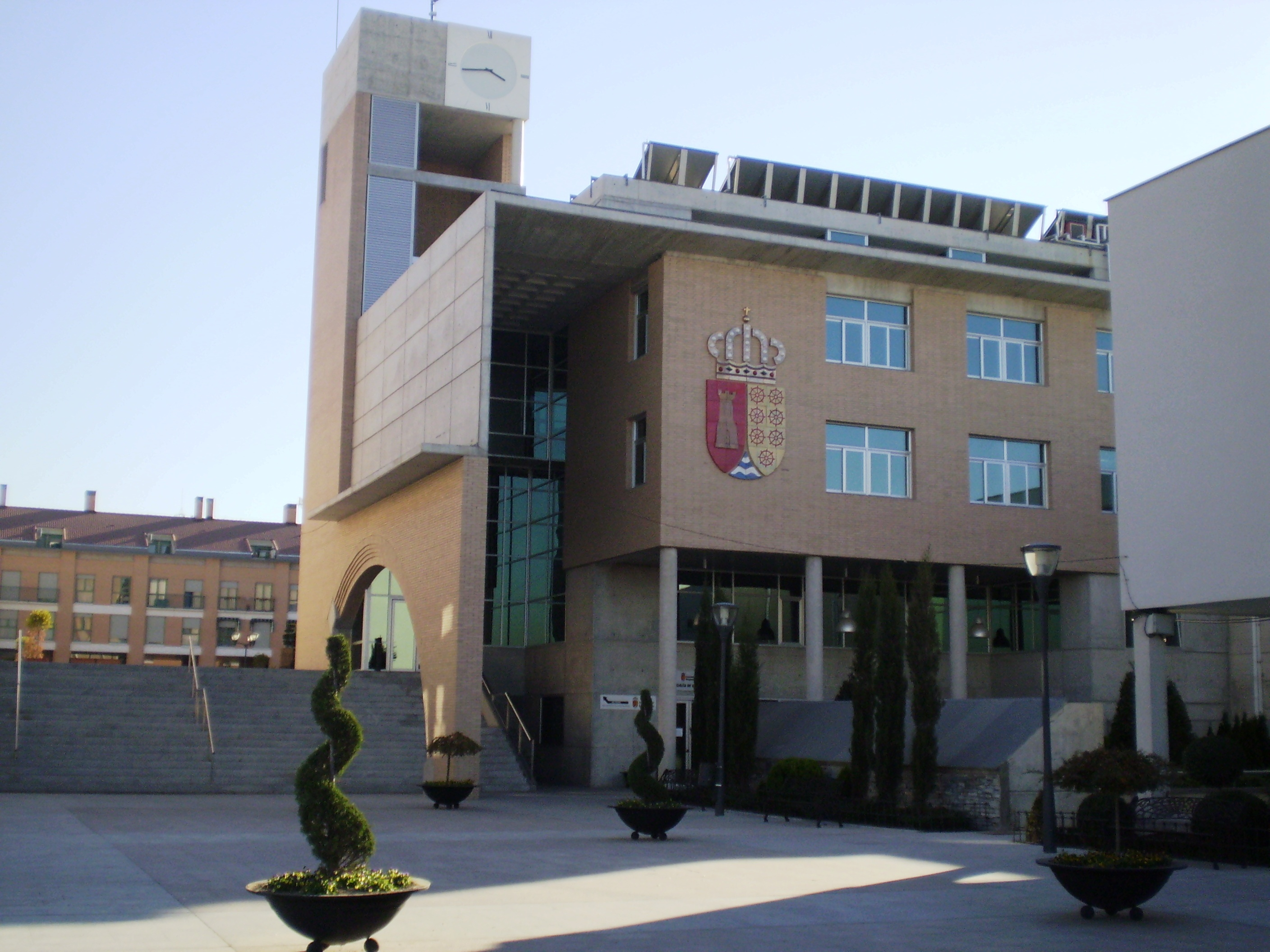
Муніципальна рада